# ヘルスソフトウェア
ヘルスソフトウェア(Health software)は、疾病診断用、疾病治療用、疾病予防用に使用されるソフトウェアの総称。
副作用又は機能の障害が生じた場合において、人の生命及び健康に影響を与えるおそれがあるプログラム及びこれを記録した記録媒体は医療機器として、「医薬品、医療機器等の品質、有効性及び安全性の確保等に関する法律(略称:医薬品医療機器等法、薬機法)」の規制の対象となる。人の生命及び健康に影響を与えるおそれがないレベルものについても、業界団体によるレーティングを行うことが計画されている。

## 法律による規制
平成26年11月25日に施行された「医薬品、医療機器等の品質、有効性及び安全性の確保等に関する法律」により、ソフトウェア単体についても、それを使用することにより、副作用又は機能の障害が生じた場合において、人の生命及び健康に影響を与えるおそれがある場合には法律による規制の対象となった。
これまでの薬事法では、医療機器の部品としてのソフトウェアは医療機器と一体として規制の対象になっていたが、ソフトウェア単体では規制の対象になっていなかった。パソコンやスマートフォンの普及により、これらの医療機器ではないコンピュータの上で使用する医療関連のソフトウェアが増加してきていた。ソフトウェア単体であっても、副作用又は機能の障害により人命にかかわるものについては、規制していこうという動きが国際的な潮流となり、国際基準(IEC/CD 82304-1)に準じる形で、薬事法を改正したものである。
規制対象は以下のもののうち、副作用又は機能の障害が生じた場合において、人の生命及び健康に影響を与えるおそれがあるものが該当する。
(1)プログラム
1. 疾病診断用プログラム
2. 疾病治療用プログラム
3. 疾病予防用プログラム

(2)プログラムを記録した記録媒体
1. 疾病診断用プログラムを記録した記録媒体
2. 疾病治療用プログラムを記録した記録媒体
3. 疾病予防用プログラムを記録した記録媒体

法律により、これらのプログラム及びこれを記録した記録媒体を製造する製造販売業については、他の医療機器同様に高度管理医療機器、管理医療機器の種類に応じて第一種又は第二種医療機器製造販売業許可を取得する必要がある（医薬品医療機器等法第23条の2関係）。
販売についても、医療機器プログラムについて電気通信回線を通じて提供を行う場合の業態は医療機器販売業として取り扱われる。高度管理医療機器プログラムを電気通信回線を通じて提供しようとする場合は販売業の許可が、管理医療機器プログラムを提供しようとする場合は販売業の届出がそれぞれ必要となる（医薬品医療機器等法第39条関係）。